# Montferrand-la-Fare
Montferrand-la-Fare é uma comuna francesa na região administrativa de Auvérnia-Ródano-Alpes, no departamento de Drôme. Estende-se por uma área de 11,24 km². Em 2010 a comuna tinha 29 habitantes (densidade: 2,6 hab./km²).